# هالوين 5: انتقام مايكل مايرز
هالوين 5: انتقام مايكل مايرز (بالإنجليزية: Halloween 5: The Revenge of Michael Myers)‏ هو فيلم رعب أُنتج في الولايات المتحدة وصدر سنة 1989، بطولة دونالد بليزانس ودون شانكس وهو الجزء الخامس في سلسلة هالوين.

## القصة
بعد عام من أحداث هالوين 4: عودة مايكل مايرز يعود مايكل مايرز مجددًا ليقتل ابنة أخته البكماء الآن.

## الميزانية والإرادات
كلف الفيلم 5.5 مليون دولار وحقق أرباحًا تقدر بـ 11.6 مليون دولار (في الولايات المتحدة فقط).

## وصلات خارجية
هالوين 5: انتقام مايكل مايرز على موقع IMDb (الإنجليزية)
- هالوين 5: انتقام مايكل مايرز على موقع ميتاكريتيك (الإنجليزية)
- هالوين 5: انتقام مايكل مايرز على موقع روتن توميتوز (الإنجليزية)
- هالوين 5: انتقام مايكل مايرز على موقع نتفليكس (الإنجليزية)
- هالوين 5: انتقام مايكل مايرز على موقع ألو سيني (الفرنسية)
- هالوين 5: انتقام مايكل مايرز على موقع Turner Classic Movies (الإنجليزية)
- هالوين 5: انتقام مايكل مايرز على موقع أول موفي (الإنجليزية)
- هالوين 5: انتقام مايكل مايرز على موقع بوكس أوفيس موجو (الإنجليزية)
- هالوين 5: انتقام مايكل مايرز على موقع فيلمافينيتي (الإسبانية)
- هالوين 5: انتقام مايكل مايرز على موقع قاعدة بيانات الأفلام السويدية (السويدية)